# SPP조선
SPP조선은 대한민국의 조선 기업이다.

## 개요
SPP조선의 전신은 2002년 설립된 동양기공이며, 회장인 이낙영이 2004년 동양조선으로 사명을 변경하며 본격적인 조선사업을 시작했다. 2005년 10월에는 SPP해양조선이 설립되었고 2006년 1월에는 동양조선에서 SPP조선으로 사명을 변경하였다. SPP조선과 SPP해양조선으로 나눠져있던 회사는 기존에 있던 SPP정공까지 포함해 2011년 1월부터 SPP조선으로 통합되었다. 
SPP조선은 사천, 통영, 고성 세 곳에서 조선소를 운영했으며, 서울, 부산, 아테네 지역에서 지사를 운영했었다. 계열사로 함안과 전라도 율촌산단에 여러 계열사를 둔 대기업이었다.
한때 수주잔고 세계 10위권에 있었고, 2017년 2월까지 총 300척의 선박을 인도 했었다.
2008년 리먼사태로 시작된 조선경기 침체로 어려워지다  2019년 11월 12일 파산선고 결정이 나고, 2021년 5월 10일 파산종결했다.